# Ctenophthalmus prorogatus
Ctenophthalmus prorogatus är en loppart som beskrevs av Peus 1977. Ctenophthalmus prorogatus ingår i släktet Ctenophthalmus och familjen mullvadsloppor. Inga underarter finns listade i Catalogue of Life.